# Eugen Allwein
Eugen Allwein (* 26. Februar 1900 in München; † 5. Oktober 1982 ebenda) war ein deutscher Höhenbergsteiger. Er war 1928 einer der drei Erstbesteiger des Pik Lenin.
Nach dem Abitur am Wilhelmsgymnasium München studierte Allwein von 1919 bis 1924 in München Medizin. Als Student war er Mitglied im völkisch-rechtskonservativen Schutz- und Trutzbündnis verschiedener Freikorps gewesen.
Er gehörte zum Freundeskreis von Paul Bauer und war gemeinsam mit Julius Brenner, Wilhelm Fendt, Willy Merkl, Peter Aufschnaiter, Karl Wien, Willo Welzenbach und Leo Maduschka Mitglied des Alpinclubs AAVM.
Ab 1932 war Allwein Leiter der Bergsteigergruppe im DuÖAV. In dieser Funktion suchte er den Kontakt zu Reichssportführer Hans von Tschammer und Osten, der 1933 im Zuge eines Treffens mit Allwein, Raimund von Klebelsberg, Reinhold von Sydow und Robert Rehlen Paul Bauer nach Berlin bestellte und zum Leiter des „Fachamtes für Bergsteigen und Wandern im Deutschen Reichsbund für Leibesübungen“ ernannte.
Allwein war einer der erfolgreichsten Höhenbergsteiger der 1920er Jahre. 1926 gelang ihm gemeinsam mit Welzenbach die Erstdurchsteigung der Nordwand des Dent d’Hérens.
1928 nahm er an der deutsch-sowjetischen Alai-Pamir-Expedition teil, wobei ihm am 25. September gemeinsam mit Karl Wien und Erwin Schneider die Erstbesteigung des 7134 m hohen Pik Lenin gelang, des höchsten bis dahin erstiegenen Gipfels. Er war Teilnehmer der Deutschen Kangchendzönga-Expedition 1929 und 1931, die jedoch beide ihr Ziel nicht erreichten.